# Castelo de Ayódar

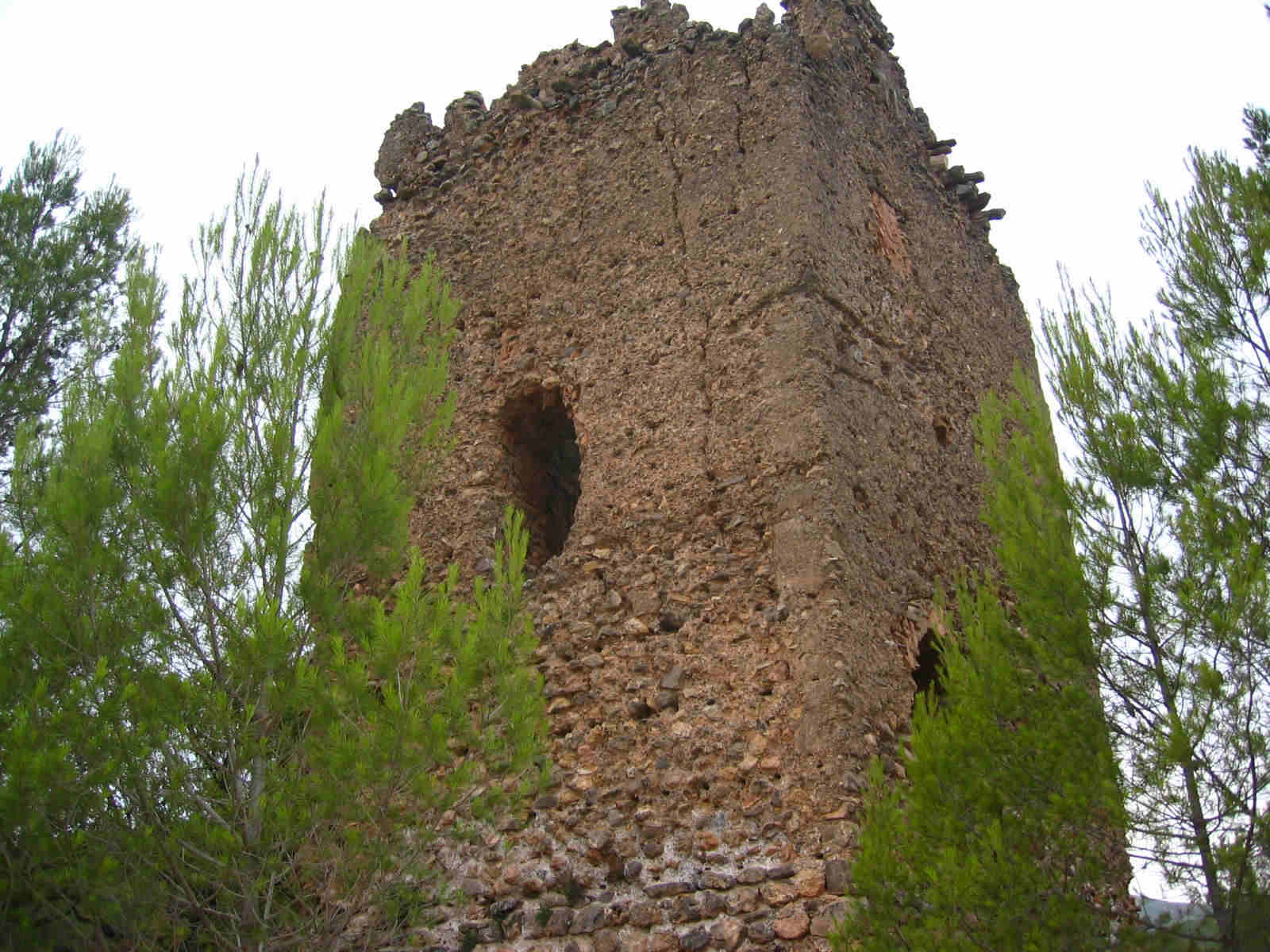
Castelo de Ayódar

O Castelo de Ayódar localiza-se no município de Ayódar, na província de Castellón, na comunidade autónoma da Comunidade Valenciana, na Espanha.

## História
O castelo ergue-se no alto de uma elevação, em posição dominante a 542 metros acima do nível do mar, à margem esquerda da ribeira de Villamalur.
Remonta a uma fortificação de origem islâmica, tendo integrado os domínios de Ceit Abu Ceit e, posteriormente, os de seu filho.
Com a Reconquista cristã passou aos domínios eclesiásticos e à Coroa de Espanha, passando posteriormente às mãos de algumas famílias da nobreza. Em 1611, no contexto da expulsão das famílias de origem mourisca, a região foi repovoada, permanecendo o castelo como cabeça do baronato de Ayódar.
Em 1837, durante a primeira das Guerras Carlistas, as forças conservadoras ocuparam a povoação.
Actualmente em ruínas, no conjunto destaca-se a sua torre de menagem.

## Características
Castelo de montanha, de planta irregular, era dominado por uma sólida torre descentrada, que servia como defesa ao seu flanco mais vulnerável. Contava com vários recintos que, sob a dominação cristã, foram evoluindo, transformando-o em um castelo do tipo senhorial.
A sua torre de menagem apresenta planta quadrada, dividida internamente em três pavimentos, acedidos internamente por uma escadaria em ângulo, em alvenaria de pedra. Em todos os pavimentos rasgavam-se janelas.